# Aghnjadzor
Aghnjadzor är en ort i Armenien.   Den ligger i provinsen Vajots Dzor, i den centrala delen av landet, 70 kilometer öster om huvudstaden Jerevan. Aghnjadzor ligger 1 894 meter över havet och antalet invånare är 449.
Terrängen runt Aghnjadzor är kuperad västerut, men österut är den bergig. Närmaste större samhälle är Yeghegnadzor, 16,7 kilometer söder om Aghnjadzor. 
Trakten runt Aghnjadzor består i huvudsak av gräsmarker. Runt Aghnjadzor är det ganska glesbefolkat, med 28 invånare per kvadratkilometer.